# Durchschlageübung

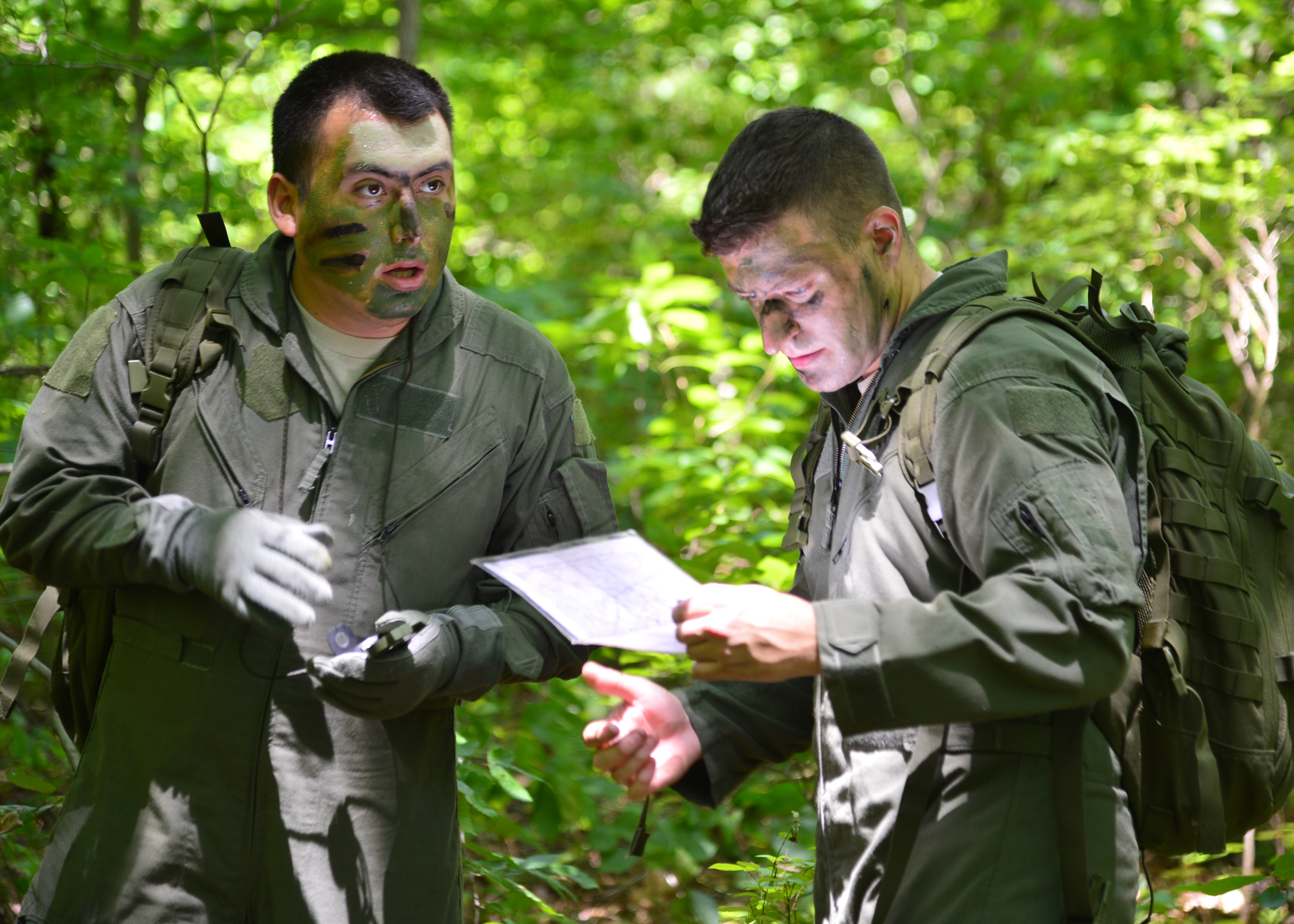
Kartenstudium

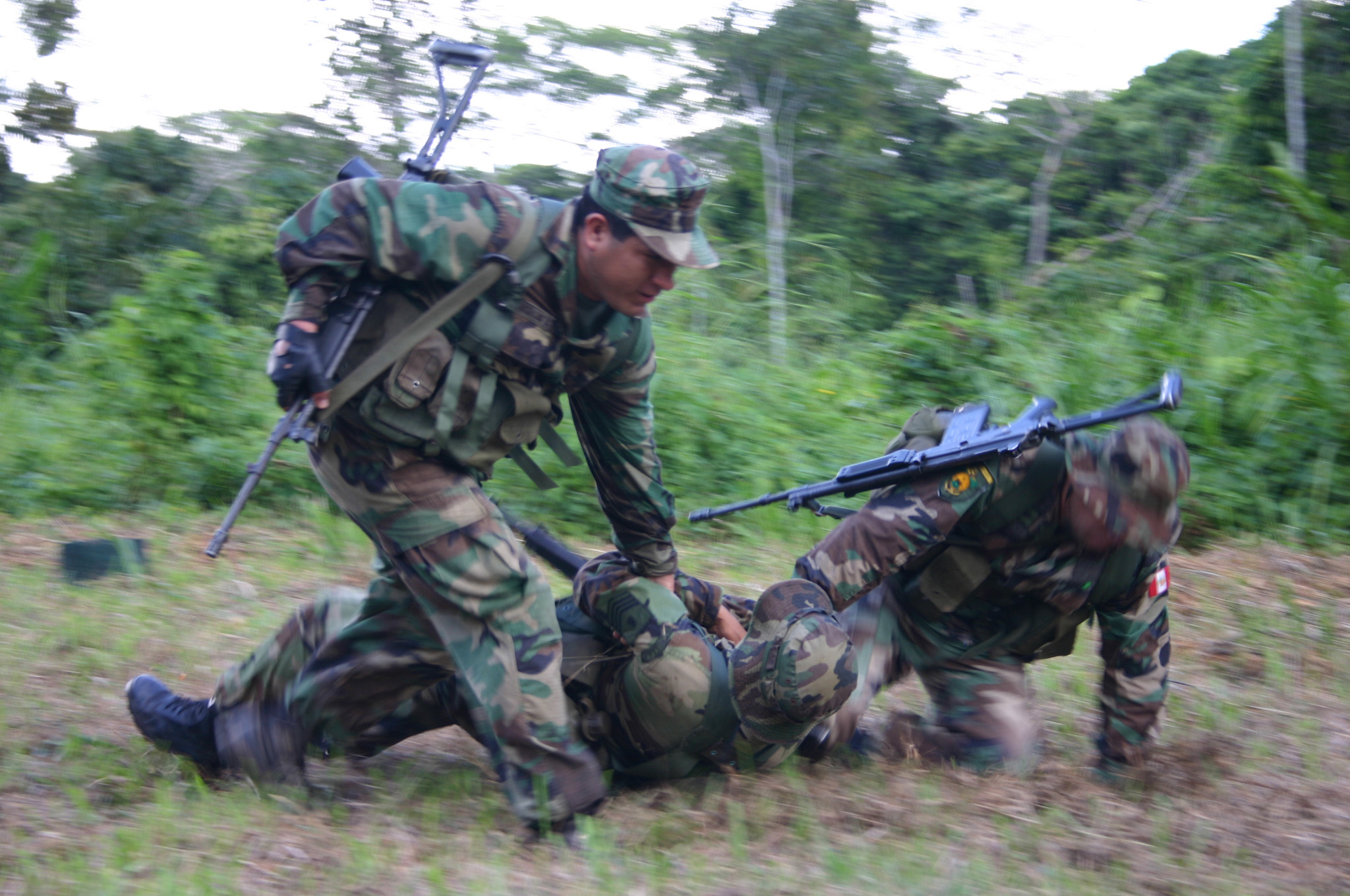
Peruanische Marines beim Retten und Bergen von Verwundeten

Die Durchschlageübung ist Bestandteil der militärischen Geländeausbildung. Es ist die deutsche Entsprechung des angelsächsischen SERE und kombiniert Inhalte aus nächtlichem Orientierungsmarsch und Jagdkampf. Bei der Bundeswehr werden Durchschlageübungen zu allen Jahreszeiten durchgeführt und sind zumeist auf die mitteleuropäische Waldlandschaft angepasst.

## Ziel
Durchschlageübungen gehören zu den allgemeinen Ausbildungsinhalten der Infanterie und sollen die Durchhaltefähigkeit und das Orientierungsvermögen der Truppe erhöhen. Sie gehören außerdem zum festen Bestandteil von Unteroffiziers- und Offizierslehrgängen. Mit schwerer Ausrüstung (30 kg Marschgepäck) muss eine bestimmte Marschstrecke in einer vorgegebenen Zeit zurückgelegt werden. Dabei sind weder die Strecke noch die zu erwartenden Aufträge der Gruppe im Vorfeld bekannt. Ziel ist es, die Gruppe unter massiven körperlichen und physischen Stress zu setzen und dabei ihr Verhalten auf unvorhergesehene Situationen zu studieren und zu beurteilen. Unter besonderem Fokus steht dabei das Führungsverhalten des Gruppenführers. Kommandoeinheiten und Truppengattungen wie Fernspäher, Jägertruppe, Fallschirmjäger, Gebirgsjäger, Panzergrenadiere und andere führen regelmäßig Durchschlageübungen durch. Sie sollen die Truppe im Ernstfall darauf vorbereiten, als versprengte eigenständige Kleineinheit (“Die auf sich gestellte Gruppe/Kampfgemeinschaft”) hinter feindlichen Linien zu handeln und auch noch unter widrigen Bedingungen zu überleben. Insellagen sowie das Abgeschnittensein von der eigenen Truppe sind in modernen Bewegungskriegen häufige Szenarios, die hohe physische und psychische Anforderungen an den Soldaten stellen.

## Lage
Durchschlageübungen gehören zu der militärischen Thematik Überleben Land und dementsprechend vielfältig können die Ausgangslagen sein. So können sie im feindbesetzten oder feindgefährdeten Gelände stattfinden, was eine ständige Feuerbereitschaft erfordert. Dabei können zahlreiche Sonderlagen wie Retten und Bergen von Verwundeten, ABC-Alarmübungen, Panzervernichtungstrupp etc. eingespielt werden. Eine typische Lage der Bundeswehr kann z. B. folgenden Inhalt haben:
“Feindlichen Luftlandekräften ist es gelungen, zwischen unseren Verbänden einen Keil zu schlagen. Sie haben den Auftrag, sich in Gruppenstärke und Überquerung der Fulda zu eigenen Teilen zurückzuschlagen und dort diese zu verstärken. Das Überqueren öffentlicher Straßen und das Passieren von Ortschaften ist dabei verboten. Der Marsch wird nachts durchgeführt, tagsüber Ausruhen im Unterschlupf.”

## Durchführung
Um die eigene Truppe vor Aufklärung zu schützen, werden Marschbewegungen zumeist ausschließlich bei Nacht oder schlechter Sicht durchgeführt. Tagsüber liegt die Gruppe oder der Zug, normalerweise im Versteck und beobachtet das Gelände. Während die eigene Truppe den Auftrag erhält, bestimmte Geländepunkte zu erreichen und zu behaupten, versucht das Feindkommando, die versprengte Einheit aufzuklären und meist im Hinterhalt zu bekämpfen. Bei diesen Aufträgen kommt der Gesichtstarnung, Geräuschtarnung und der Lichtdisziplin eine große Bedeutung zu. So kann es der eigenen Truppe auch wegen Gefahr durch Feindaufklärung strikt untersagt sein, offenes Feuer zur Nahrungszubereitung zu machen. Die Verpflegung erfolgt in der Regel über EPa oder Eigenbeschaffung in der Natur (Rohverpflegung). Bei Durchschlageübungen können, je nach Zeitansatz, mit entsprechendem Marschgepäck Strecken von 80 bis 130 Kilometern zurückgelegt werden.